# Parlamentswahl in Griechenland 1935
Am 9. Juni 1935 fanden in Griechenland Parlamentswahlen statt. Ein Wahlbündnis aus zwei Parteien – Volkspartei und Nationalradikale Partei – erhielt 287 der 300 Sitze im Parlament. 
Die Volkspartei (Λαϊκὸν Κόμμα, Laïkòn Kómma; sie bestand von 1920 bis 1958) war eine konservative und monarchistische Partei; die Nationalradikale Partei (Εθνικό Ριζοσπαστικό Κόμμα; Ethnikó Rhizosmatikó Kómma) war gleichfalls monarchistische Partei unter der Führung von Georgios Kondylis. 
Die Wahlen fanden statt in einem Klima der Spannung zwischen den venizelistischen, liberalen Republikanern und der Volkspartei statt. Eleftherios Venizelos, der bis zur Parlamentswahl am 5. März 1933 an der Regierung gewesen war, hatte nach einem Putschversuch des venizelistichen Generals Nikolaos Plastiras vom 1. März 1935 am 11. März 1935 Griechenland verlassen. 
Aus Protest gegen die Hinrichtung zweier prominenter venizelistischer Generäle, gegen die fortgesetzten Tätigkeit von Sondergerichten und gegen ein neues Wahlgesetz, dem sie nicht zugestimmt hatten, beschlossen alle venizelistischen Parteien, nicht an der Wahl teilzunehmen. 
In der Folge konnten Volkspartei und Nationalradikale Partei die republikanische Verfassung von 1924 nach ihrem Gusto abändern und die Wiederherstellung der Monarchie beschließen. König Georg II., der Griechenland im Dezember 1923 verlassen hatte, kehrte am 3. November 1935 auf den Thron zurück. 